# Хромой бес (балет)
«Хромой бес» — балет в трёх актах, поставленный для прима-балерины Парижской оперы Фанни Эльслер. В основу балета положен одноимённый роман классика французской литературы XVIII века Алена Рене Лесажа, — хотя, за исключением нескольких мотивов, балет имеет скорее самостоятельный сюжет.
Либретто написал молодой писатель и драматург Эдмон Бюра́-де-Гюржи́, музыку — большой знаток испанских национальных мелодий Казимир Жид, постановкой танцев и режиссурой занимался один из опытнейших балетмейстеров того времени — Жан Кора́лли.
В эпоху безраздельного господства на театральных подмостках водевиля балет закономерно содержал в себе его характерные черты, являясь по существу динамичной комедией положений. В первом акте действие происходит на маскараде, а в третьем — на ярмарке, что давало исключительный простор художнику по костюмам и позволяло произвести большое впечатление красками и формами. Во втором акте сцена представляла собой копию зрительного зала, — актёры выступали перед зрителями, сидящими «в театре» в глубине сцены, спиной к зрителям настоящим. Эта «зеркальная» находка произвела эффект разорвавшейся бомбы.
Премьера прошла 1 июня 1836 года и имела головокружительный успех. Кульминацией балета стал номер, построенный на движениях в ритме испанского национального танца качуча, — уже вполне известного во Франции, но, благодаря грациозности Эльслер, получившего как бы второе рождение. Сохранилось даже несколько картин, гравюр и фарфоровых статуэток того времени, изображающих Эльслер с кастаньетами, исполняющей этот номер.
...Она выходит вперед в баскском национальном костюме из розового атласа, с черными кружевными воланами; расширяющаяся книзу юбка облегает бедра; осиная талия красиво изгибается, а на корсаже сверкает алмазная пряжка; гладкая, как мрамор, ножка просвечивает сквозь тонкую паутинку шелкового чулка, а крошечная ступня готова пуститься в пляс с первыми звуками музыки. Как она очаровательна со своим большим гребнем и розой в волосах, горящими очами и сияющей улыбкой! В розовых её пальцах звенят кастаньеты. Вот она делает первый шаг — раздается звон кастаньет; звук этот — словно гроздья ритма. Как она гибка! как стройна! сколько огня! сколько страсти! сколько пыла! Подняв трепетные руки и склонив голову, она прогибается назад так, что белые плечи её почти касаются пола. Сколько очарования в этом движении! Кажется, будто в эту руку, почти касающуюся полосы рампы, она собирает все желания и весь энтузиазм зала!

Мы видели Роситу Диес, Лолу и лучших танцо́вщиц Мадрида, Севильи, Кадикса, Гренады; мы видели альбесинских цыганок; но ничто не может сравниться с этой качучей в исполнении Фанни Эльслер!
(Теофиль Готье, «Хромой бес», статья-рецензия, 1845, пер. с франц. В. А. Мильчиной)

## Сюжет
Действующие лица (в порядке появления):
- Дон Клеофас Самбульо — бедный студент из университета в Алькале
- Пахита — «простая манола» (испанская гризетка)
- Флоринда — «самая модная танцовщица Мадрида»
- Дон Жиль — испанский дворянин, поклонник Флоринды и ухажёр Доротеи
- Доротея — молодая вдова
- Капитан Белласпада — испанский офицер, поклонник Флоринды, брат Доротеи
- Асмодей — хромоногий карлик, потустороннее существо, бес

Место действия: Мадрид, XVIII век
Молодой и бедный студент Клеофас на балу знакомится с тремя красавицами: гризеткой Пахитой, модной танцовщицей Флориндой и молодой родовитой вдовой Доротеей. Скрываясь от погони возмущённых поклонников, Клеофас случайно освобождает томившегося под магическим заклятием демона Асмодея — уродливого хромого карлика. Могущественный демон взялся помогать Клеофасу, пожелавшему разобраться, которая из красоток действительно была бы ему хорошей женой. Лукавый бес во множестве чудесных и неожиданных ситуаций исподволь подводит Клеофаса к мысли, что чистое сердце простой девушки, не умеющей даже читать, драгоценнее богатств высокомерной вдовы и слепящего блеска ветреной танцовщицы.
или
Акт I 

Зал оперного театра в Мадриде, убранный для бала-маскарада. Праздник в разгаре. Молодой повеса, студент Клеофас, пользуясь праздничной неразберихой, в юношеском пылу признаётся в любви сразу трём незнакомкам подряд. Подарив каждой из них якобы ей посвящённые стихи, он хитростями заполучает от них взамен «залоги благосклонности» — кольцо от первой незнакомки в белом домино (Пахиты), свежую розу от второй (Флоринды) и бант от третьей незнакомки в розовом домино (Доротеи).
Поклонники Флоринды, дон Жиль и капитан Белласпада, решают проучить наглеца. Подслушав их разговор, Пахита предупреждает Клеофаса. Чтобы избежать взбучки, он переодевается в дамский наряд и продолжает веселиться, да так убедительно, что привлекает своих преследователей теперь уже как «милое созданье» и они приглашают его-её к столу. За десертом поклонники умоляют чаровницу открыть своё инкогнито. Озорник срывает маску. — Придя в себя, разъярённый капитан хватается за шпагу. На шум завязавшейся потасовки прибегает охрана. С помощью Доротеи и Пахиты Клеофас вырывается из рук охранников и убегает по крышам, сбросив теперь уже ненужное платье.
Чердачное помещение некоего алхимика. Нырнув в одно из открытых чердачных окон, Клеофас оказывается в лаборатории алхимика. На специальном помосте он видит огромный сосуд, из которого раздаются стоны. Не долго думая, он разбивает сосуд и из дыма появляется уродливый карлик с костылём и серебряным колокольчиком, — это бес Асмодей, двадцать лет томившийся здесь под заклинанием алхимика. В благодарность за избавление бес обещает Клеофасу служить ему верой и правдой. В доказательство своего могущества Асмодей показывает Клеофасу всех трёх незнакомок там, где они сейчас находятся, уже без масок и маскарадных костюмов, называя их имена и положение.
Чтобы «не ошибиться с выбором» Клеофас просит Асмодея познакомить его с ними поближе. Асмодей уверяет его, что все они сейчас придут к алхимику за советом, и что это вполне удобный момент для знакомства. Клеофас переодевается в одежды мрачного заклинателя и принимает внушительный вид всё знающего учёного мага.
Первой приходит Пахита. Она просит Клеофаса-мага прочитать вслух письмо, которое ей подарил возлюбленный, — к сожалению, она так проста, что даже не умеет читать. Смущённый Клеофас убеждает её, что возлюбленный ей уже изменил, и вернул ей кольцо, спасённое якобы его волшебной силой. Пахита в слезах убегает, но Асмодей успевает шепнуть ей, чтобы она не оставляла надежду, а Клеофаса укоряет в слепоте сердца.
Следом является Доротея с Жилем и Белласпадой. Она жалуется на томление в груди. Страшно поколдовав, Клеофас объявил, что Доротее поможет только одно средство — немедленное замужество. Отведя её в сторонку, он объяснил ей, что лучшей партией для неё был бы тот самый незнакомец, которого она видела на балу. Чтобы преодолеть её сомнения, он заявил, что знает одно заклинание, — после магической формулы появится предмет её истинного суженного, — и подложил бант Доротеи.
Не успела Доротея осознать эту новость, на колено перед ней встал дон Жиль, решивший, что пробил час его давней мечты выгодно жениться. В момент объяснения стараниями Асмодея к алхимику заявляется Флоринда, которой дон Жиль в любви уже объяснялся. Разражается сцена ревности. Оскорблённая Доротея уходит с братом, а Флоринда падает в притворный обморок. Пока Жиль бегает то за одним лекарством, то за другим, Клеофас-маг открывается Флоринде, но при этом сказывается богачом. Заинтересованная Флоринда для виду прощает Жиля и уходит с ним, давая Клеофасу-магу тайные знаки благосклонности.
Оставшись один, Клеофас посетовал на бедность, — она не позволит ему тягаться со столь знатными соперниками. Асмодей, рассмеявшись, хлопнул в ладоши, превратив лачугу алхимика в роскошный дворец. После дельного замечания Клеофаса, дворец наполнился и прислугой. Увидев их пёсьи морды, козлиные рожки и свиные хвосты, Клеофас поделился с бесом подозрением, что в Мадриде такой дворец долго не простоит. Извинившись за ошибку, которые, бывает, случаются в его искусстве, Асмодей превратил духов тьмы в обычных слуг. Освобождённый демон и его освободитель принялись пировать в окружении танцующих нимф и журчащих фонтанов.
Акт II

Танцкласс мадридской королевской оперы. В кропотливой кузнице балетного совершенства царят строгость и рабочая сосредоточенность. Среди учениц репетирует и Флоринда. Заведённый порядок нарушают два незваных гостя, — Клеофас и Асмодей. Не церемонясь, непосвящённых выставляют за дверь. Тогда Асмодей, превратившись в учителя танцев, хитростью занимает его место, — как раз в тот момент, когда в класс пришла Пахита. Она решила, что к сердцу Клеофаса легче найти путь, став танцовщицей, и пришла, чтобы, сдав экзамен, вступить в труппу. Экзамен принимал учитель-Асмодей, наоборот желавший предохранить невинную девушку от соблазнов развращённого и жестокого мира сцены.
Пахита танцует деревенский танец, — простой и трогательный. Мнимый хореограф зло высмеивает её безыскусственность, отказывая ей в малейших способностях к танцу. Пахита так расстроилась, что даже Флоринда постаралась её утешить. Но здесь началась генеральная репетиция дивертисмента перед небольшим кругом избранных зрителей, — в дивертисменте Флоринда танцует в первом ряду, и она тут же забывает о Пахите. Среди избранных зрителей сумели оказаться Клеофас и дон Жиль. Во время танца Флоринда понимает, что её роль специально сделана невыгодной в пользу другой примы. — Она требует от хореографа-Асмодея внести изменения, на что лукавый бес категорически не соглашается. Поднялся шумный спор сторонников одной и другой примы. Пахита подошла к Флоринде, но в пылу спора та её оттолкнула, тогда она подошла к Клеофасу, но он сделал вид, что тоже поглощён участием в споре. Только хореограф-Асмодей подбодрил её уверением, что всё у неё впереди, и, зазвонив в свой волшебный колокольчик, заставил всех занять свои места.
Сцена перед кулисами, за которыми — зрительный зал мадридской оперы. Танцоры становятся в начальную позицию — спиной к зрителю. Звучит третий удар гонга и увертюра дивертисмента, репетицию которого зрители только что видели, «занавес» (второй, в глубине сцены) поднимается и открывается вид на «зрительный зал» мадридской оперы. Флоринда танцует старательно, но Асмодей, звоня в волшебный колокольчик, заставляет «публику» кричать браво и аплодировать виртуозным «па-де-де» только её соперницы. Тогда Флоринда притворилась, что у неё что-то случилось с ногой и без чувств упала на руки статистов. Флоринду унесли со «сцены». Распорядитель суетливо опустил «занавес».
Уборная Флоринды. Клеофас с помощью Асмодея забирается на балкон комнаты Флоринды и прячется за портьерой. Раздражённая Флоринда просит всех оставить её одну. Воспользовавшись минутой, Клеофас выходит из своего укрытия. Напомнив недоумевающей приме о их встречах на балу, у алхимика и в классе, он забавляет актрису своей страстью и уже добивается её улыбок, как вдруг докладывают о приходе балетмейстера. Клеофас возвращается в своё укрытие. Флоринда набрасывается на балетмейстера с упрёками, в то время как тот так униженно извиняется, что Флоринда сменяет гнев на милость и, провожая балетмейстера, одаряет его игривым поцелуем. Клеофас обвиняет Флоринду в легкомыслии. Но в дверь снова стучат, — это обеспокоенный дон Жиль привёл Флоринде врача. Тщательно осмотрев «ушиб», врач выписал несколько микстур и раскланялся.
Полагая, что они одни дон Жиль принялся пылко изливать свои чувства Флоринде. Не выдержав, Клеофас сорвал портьеру и предстал перед изумлённым идальго. Однако Флоринда изумлена не менее, и требует у Клеофаса объяснить им, что любовник её камеристки делает в её будуаре. Тут уже опешил Клеофас. Когда в уборную Флоринды вваливались слуги дона Жиля, чтобы взашей выгнать наглеца, на помощь студенту опять подоспел Асмодей и они волшебным образом скрылись.
Дом Флоринды, тем же вечером. Довольно расстроенному произошедшим студенту изобретательный бес предложил заглянуть в дом Флоринды: наверное, она тоже расстроена и не находит себе места от угрызений совести и неизвестности. Бес чудесным образом переносит Клеофаса к дому Флоринды и, приподняв крышу, позволяет ему заглянуть внутрь. В доме полно гостей, — один другого лучше, и все они — у ног Флоринды. Они умоляют её под конец ужина показать своё восхитительное умение и сплясать какой-нибудь танец. Флоринда выходит на середину. В кругу замерших от восторга поклонников она танцует жгучую качучу. Она танцует самозабвенно, словно переполняясь восхищением своих зрителей, как вдруг останавливается, будто поражённая молнией — под ноги ей упала роза, та самая, которую она подарила интересному незнакомцу на балу: в приступе бессильной ревности, невидимый Клеофас гневно бросил ей свой обесцененный трофей.
Акт III 

Площадь перед домом Доротеи.  Дон Клеофас нанял музыкантов и добивается внимания Доротеи у её окон. За этим занятием его застаёт дон Жиль, тут же поспешивший за Белласпадой, чести которого это касается. В это время Клеофасу передают записку от Флоринды, — он рвёт её, не читая. Не успела Доротея выразить знаки заинтересованности, явились дон Жиль и Белласпада. Капитан потребовал у Клеофаса объяснений. Студент представился знатным грандом, ищущим благоволения благородной красавицы. Польщённый Белласпада уверяет его, что обсудит его предложение со своей сестрой. Клеофас в восторге. Асмодей пытается объяснить ему, что всё дело в его якобы знатности и богатстве, что нет здесь чувства, а только расчётливость, но студент к нему не прислушивается.
Тогда Асмодей «вызывает» Пахиту. Девушка раскрывает Клеофасу всю силу своего к нему чувства и своих страданий, — предостерегая от ложного шага, зовёт к совместному счастью. Клеофас растроган, смутные движения сердца борются в нём с честолюбивыми надеждами, но в этот момент приносят приглашение на обед к Доротее. Клеофас так спешит к ней, что даже отталкивает Асмодея, пытающегося его задержать.
К удивлению Клеофаса, у самого входа в дом Доротеи его пытается задержать и некий смелый и решительный офицер. — Представившись давним поклонником Доротеи, он вызывает Клеофаса на дуэль. Это Флоринда. Не привыкшая быть отверженной, она вступила в борьбу со своей соперницей, готовая уступить ей Клеофаса только дырявого. В разгоревшийся нешуточный поединок вмешивается Пахита. Она разнимает дерущихся, к досаде бравшей верх Флоринде. Оставшись вдвоём, Флоринда и Пахита рассказывают друг другу свои истории и решают отомстить неверному кавалеру. Асмодей желает им помочь и тут же, тайком, проводит их в дом Доротеи.
Дом Доротеи. Пахита представилась модисткой. Пока она показывает Доротее образцы, Флоринда-офицер прячется в комнате. Когда Пахита ушла, Флоринда вышла из укрытия и, бросившись к ногам Доротеи, с большим знанием дела призналась Доротее в любви. Не успела Доротея опомниться, как была уже в объятиях военного, запечатлевающего страстный поцелуй и берущего у неё «в залог» ленту с её корсажа. Тут в комнату входит Клеофас. Совершенно сконфуженный, он принимает приглашение хорошо владеющей собой Доротеи поиграть в карты с другими её гостями. В карты Клеофасу не везёт, он проигрывает все данные ему Асмодеем деньги и уже играет в долг, когда Доротея зовёт всех прогуляться на ярмарке, проходящей как раз неподалёку. Побаиваясь несвоевременной горячности Клеофаса, Доротея выходит, принимая предложенную руку дона Жиля.
На площади у моста через реку идёт ярмарка в честь местного святого. Съехались купцы со всех концов света. Гости одеты празднично, торгуются и веселятся. Флоринда-офицер и Пахита тоже здесь. Флоринда поддразнивает Клеофаса, размахивая лентой Доротеи. Клеофас еле сдерживается, чтобы не продолжить сейчас же незаконченный поединок. Появившиеся танцоры не позволяют разгореться ссоре и увлекают в танец Пахиту. Пахита исполняет народный танец на этот раз столь искусно, что вызывает всеобщее одобрение. Клеофас, проигравшийся почти до последней монеты, покупает Доротее украшения и наряды в долг. Купцы, видя, как хорошо Клеофас одет, отпускают ему товары под честное слово.
Здесь появляется шумная толпа цыган. Их предводитель предлагает гостям погадать. Используя различные виды гаданий, он поражает всех своими фокусами и проницательностью. Это Асмодей. Проворно подобравшись к своим подопечным, он прорицает большое счастье Пахите, срывает усы с Флоринды-офицера и разоблачает студента Клеофаса, объявив его нищим самозванцем. Толпа кредиторов собирается задержать дерзкого должника; капитан Белласпада спешит увести Доротею; Флоринда, сжалившись над гризеткой, незаметно передаёт ей туго набитый кошелёк. Пахита спешит успокоить этим кошельком кредиторов и уже как хозяйка берёт Клеофаса под руку. Асмодей прощается с Клеофасом и Пахитой. На память он оставляет Клеофасу свой серебряный колокольчик.
Когда влюблённые остались одни, Клеофас достал колокольчик. Он попробовал им позвенеть. — Тут же появился бес: «Чего изволит мой господин?!»
Занавес.

## Известные постановки
- 3 июля 1839 в Большом (Каменном) театре отредактированный балет «Хромой колдун» был представлен в С.-Петербурге. Премьера состоялась в ходе празднований по случаю бракосочетания царевны Марии и герцога Наполеона-Богарне. Балетмейстер А. Титюс воспользовался отсутствием в Петербурге Марии Тальони и поставил лучший балет её соперницы — своей ученицы Эльслер. Роль Флоринды исполняла Луиза Круазет. В балете участвовали также балерины Андреянова, Смирнова, Телешова, танцоры Фредерик, Флёри и Смирнов[4]. За удачную постановку балетмейстер получил в поощрение от Императора бриллиантовый перстень с гранатом[5].
- 16 октября 1843 в Большом театре в Москве. Бенефис московской примы Санковской: «Асмодей, или Хромой колдун» — музыка А. Гировеца, хореография Т. Герино.
- Осень 1849, возобновление постановки 1843. Бенефис примы И. Матиас, исполнявшей роль Флоринды[6].
- В 1979 французский хореограф Пьер Лакотт, известный своими «реконструкциями» исторических постановок, восстановил несколько фрагментов из «Хромого беса» и включил их в концертную балетную программу «Вечер старинной хореографии». В том же году он представлял эту программу в Мариинском театре. С тех пор качуча Флоринды из «Хромого беса» стала появляться в репертуаре различных балерин, преимущественно исполняясь в концертах.